# Clube Olímpico do Montijo
Il Clube Olímpico do Montijo è una squadra di calcio portoghese con sede a Montijo. Milita nel Campeonato de Portugal, la quarta serie del campionato portoghese.

## Storia
Il Clube Olímpico do Montijo è stato fondato l'11 luglio 2007 dopo l'estinzione dello storico Clube Desportivo de Montijo che ha disputato per tre volte la Prima Lega portoghese. 
L'Olímpico do Montijo ha come grande rivale il Grupo Desportivo Alcochetense per la grande vicinanza tra le due città.